# 431 a. C.
El año 431 a. C. fue un año del calendario romano prejuliano. En el Imperio romano se conocía como el Año del Consulado de Cincinato y Mentón (o menos frecuentemente, año 323 Ab Urbe condita).

## Acontecimientos
- Inicio de la guerra del Peloponeso. En el mes de marzo se produce el ataque de Tebas a Platea, que desencadena la guerra. En mayo, los peloponesios invaden el Ática. Los atenienses expulsan a los eginetas en Egina.
- En el monte Algido, el ejército de la República Romana derrota a los ecuos y a los volscos.

## Nacimientos
- Jenofonte, militar ateniense.

## Fallecimientos
- Fidias regresa a Atenas, donde es encarcelado por haberse retratado en el escudo de la estatua de la diosa Atenea, pero muere antes del juicio.

## Ciencia ficción
- La trama del videojuego Assassin's Creed: Odyssey comienza en este año.